# شي بوكنر
شي بوكنر (بالإنجليزية: Shea Buckner)‏ هو لاعب كرة الماء أمريكي، ولد في 12 ديسمبر 1986 في شاطئ هنتنغتون في الولايات المتحدة.

## وصلات خارجية
- شي بوكنر على موقع الاتحاد الدولي للسباحة (الإنجليزية)
- شي بوكنر على موقع اللجنة الأولمبية الدولية (الإنجليزية)
- شي بوكنر على موقع أوليمبيديا (الإنجليزية)
- شي بوكنر على موقع اللجنة الأولمبية والبارالمبية الأمريكية (الإنجليزية)
- شي بوكنر على موقع IMDb (الإنجليزية)
- شي بوكنر على موقع قاعدة بيانات الفيلم (الإنجليزية)